# Samuel Nascimento
Samuel Nascimento (Guarulhos, 19 de outubro de 1990), também conhecido como Samuka, é um ator, cantor e dançarino brasileiro, conhecido por interpretar Broduey em Violetta, telenovela argentina do Disney Channel, além de ter atuado como Santi Owen em Sou Luna e ter participado de Quando Toca o Sino.

## Biografia
Samuel começou a cantar ainda quando era adolescente, sua primeira experiência com a música foi na igreja que frequentava com a sua família. Foi ali que atuou pela primeira vez em obra teatral. No colegio mulsik Participou de duas bandas Pop, gravou o primeiro álbum no musical, High School Musical: A Seleção e participou no reality show seguido de High School Musical: O Desafio. Com o elenco do filme, gravou o seu segundo álbum, com o mesmo elenco fizeram uma turnês pelo Brasil no final de 2008, começaram a gravar o primeiro filme da Disney que estreou no Brasil no segundo semestre de 2009. Ele também desempenhou o papel de DJ em Quando Toca o Sino, série brasileira inspirada na versão dos EUA, "As the Bell Rings". Em 2012 desempenhou o papel de Broduey no sucesso mundial do Disney Channel América Latina, "Violetta". Também participa do elenco de Sou Luna como Santi Owen, tendo uma participação na 1°temporada, e nos outros capítulos se tornando um personagem fixo. 

## Filmografia

### Televisão
| Ano       | Título                         | Papel                    | Emissora       | Notas                 |
| --------- | ------------------------------ | ------------------------ | -------------- | --------------------- |
| 2003      | Popstars                       | Ele Mesmo (participante) | SBT            |                       |
| 2008      | High School Musical: A Seleção | Ele Mesmo (participante) | Disney Channel |                       |
| 2009−2011 | Quando Toca o Sino             | Dejair "DJ"              | Disney Channel | Elenco principal      |
| 2012−2015 | Violetta                       | Broduey                  | Disney Channel | Elenco secundário     |
| 2015      | Pijama Party Brasil            | Ele Mesmo                | Disney Channel | Participação especial |
| 2016      | Que Talento!                   | Ele Mesmo                | Disney Channel | Participação especial |
| 2016-2017 | Sou Luna                       | Santi Owen               | Disney Channel | Secundário            |
| 2019      | Go! Vive a Tu Manera           | Fabrício                 | Netflix        | Elenco principal      |
| 2022      | Canta Conmigo Ahora            | Ele mesmo (jurado)       | El Trece       |                       |

### Filmes
| Ano  | Título                         | Personagem |
| ---- | ------------------------------ | ---------- |
| 2009 | High School Musical: O Desafio | Samuel     |
| 2014 | Violetta - O Show              | Broduey    |

## Discografia
- 2008 - High School Musical: A Seleção
- 2008 - High School Musical: A Seleção Sonhos
- 2009 - High School Musical: O Desafio
- 2010 - Quando Toca O Sino: Temporada 1
- 2011 - Quando Toca O Sino: Temporada 2

### Turnês
| Ano     | Título           |
| ------- | ---------------- |
| 2013–14 | Violetta en Vivo |
| 2015    | Violetta Live    |